# North Midland Railway
A North Midland Railway foi uma companhia ferroviária britânica, que abriu sua linha de Derby à Rotherham (Masbrough) e Leeds em 1840.
Em Derby ela conectava-se com a Birmingham and Derby Junction Railway e a Midland Counties Railway no que ficou conhecido como a estação de Tri Junct. Em 1844, as três empresas se fundiram para formar a Midland Railway.

## Origem
A região de Midlands Oriental tinha sido por alguns anos o centro dos planos para ligar as principais cidades em todo o país.
Em Yorkshire, George Hudson foi o presidente da York and North Midland Railway, uma linha proposta que partiria de York para os mercados industriais de Manchester e Liverpool. A nova linha ligaria ela, e a Manchester and Leeds Railway como parte de uma linha tronco partindo do sul e Londres à Yorkshire e o Nordeste da Inglaterra. Entretanto, financeiros em Birmingham estavam olhando para expandir seu sistema para o norte.
George Carr Glyn foi o primeiro presidente da nova companhia, com George e Robert Stephenson apontados como engenheiros. George Stephenson vistoriou a linha em 1835 com seu secretário, Charles Binns. Ela teria 116 quilômetros (72 milhas) de comprimento, unindo York e North Midland, em Normanton, e também a projetada Manchester and Leeds Railway. Ela recebeu parecer favorável do Parlamento em 1836, e foi concluída até Masborough em 11 de maio de 1840, e até Leeds em 1 de julho.